# ماکرواورکیدیسم
ماکروورکیدیسم (به انگلیسی: Macroorchidism) نوعی اختلال ژنتیکی است که در مردانی با بزرگی غیرعادی بیضه‌ها مشاهده می‌شود. این بیماری معمولاً در ارتباط با سندرم ایکس شکننده، به ارث می‌رسد، عارضهٔ میکروورکیدیسم، حالت معکوس ماکروورکیدیسم بوده و در بیضه‌ها به‌صورت غیرعادی، اندازهٔ کوچکی دارند.
سایر علل احتمالی ماکروورکیدیسم، کم‌کاری تیروئید اولیه و دیرپا، آدنوم هیپوفیز و تومورهای موضعی یا نقص آروماتاز است.